# 塔瑪爾
塔瑪爾（羅馬化：Tamar；約1160年—1213年1月18日），又译塔瑪拉、塔馬兒，史称塔玛尔大帝，是格鲁吉亚王国第一位女性統治者，也是喬治亞最著名的君主。她在位期間是喬治亞的黃金時代，喬治亞王國的實力在此時達到鼎盛。
塔瑪爾女王在父王喬治三世於1184年去世後即位。她的第一任丈夫是尤里·博戈柳布斯基，基輔羅斯王公安德烈·博戈柳布斯基之子；經過短暫的婚姻，塔瑪爾在1187年和他離婚。1191年她與阿蘭王國的大衛·索斯蘭結婚。大衛·索斯蘭率領喬治亞拿下諸多勝仗，如在1195年的沙姆闊爾戰役擊敗埃爾迪古茲王朝、1203年的巴西亞尼戰役擊敗魯姆蘇丹國。另一方面，塔瑪爾女王大力援助外甥阿歷克塞一世在1204年君士坦丁堡陷落後建立特拉比松帝國，此後特拉比松帝國與喬治亞王國保持友好關係。塔瑪爾女王於1213年去世，後被葬在格拉特修道院。塔瑪爾女王作為一位中世紀的女性統治者經常成為喬治亞歷史學家的研究對象，如今已是喬治亞歷史上的一個國家象徵。她在死後被格鲁吉亚正教会封聖，瞻礼日为儒略历5月1日。